# Kvarnbäcken
För andra betydelser, se Kvarnbäcken (olika betydelser).
Kvarnbäcken (finska: Myllypuro) är ett delområde med en metrostation som utgör en del av stadsdelen Botby i Helsingfors stad. Distriktet och delområdet omfattar samma område. 
Ännu på 1950-talet bestod Kvarnbäcken endast av skog. Åren 1964-1966 uppförde man i Kvarnbäcken en typisk betongförort, en så kallad skogsförort, där husen byggdes i skogen så billigt som möjligt utan desto större parkanläggningar och annan miljöbearbetning. Under de senaste åren har man sanerat byggnaderna i Kvarnbäcken, samt byggt en del nya hus. 
Kvarnbäckens metrostation öppnade år 1986. 
I slutet av 1990-talet fick Kvarnbäcken publicitet när det konstaterades att man måste riva flera höghus på Understensvägen på grund av att de var byggda på en tidigare avstjälpningplats, vilket orsakade att giftiga ämnen kom fram. Man har nu giftsanerat avstjälpningsplatsen och byggt en park ovanpå. 
Helsingfors stad planerar en ny trähusstadsdel i Kvarnbäcken för att höja invånarantalet och på så sätt garantera servicenivån i stadsdelen. Planerna kan beskådas på Helsingfors stadsplaneringskontors sidor. 

## Bildgalleri

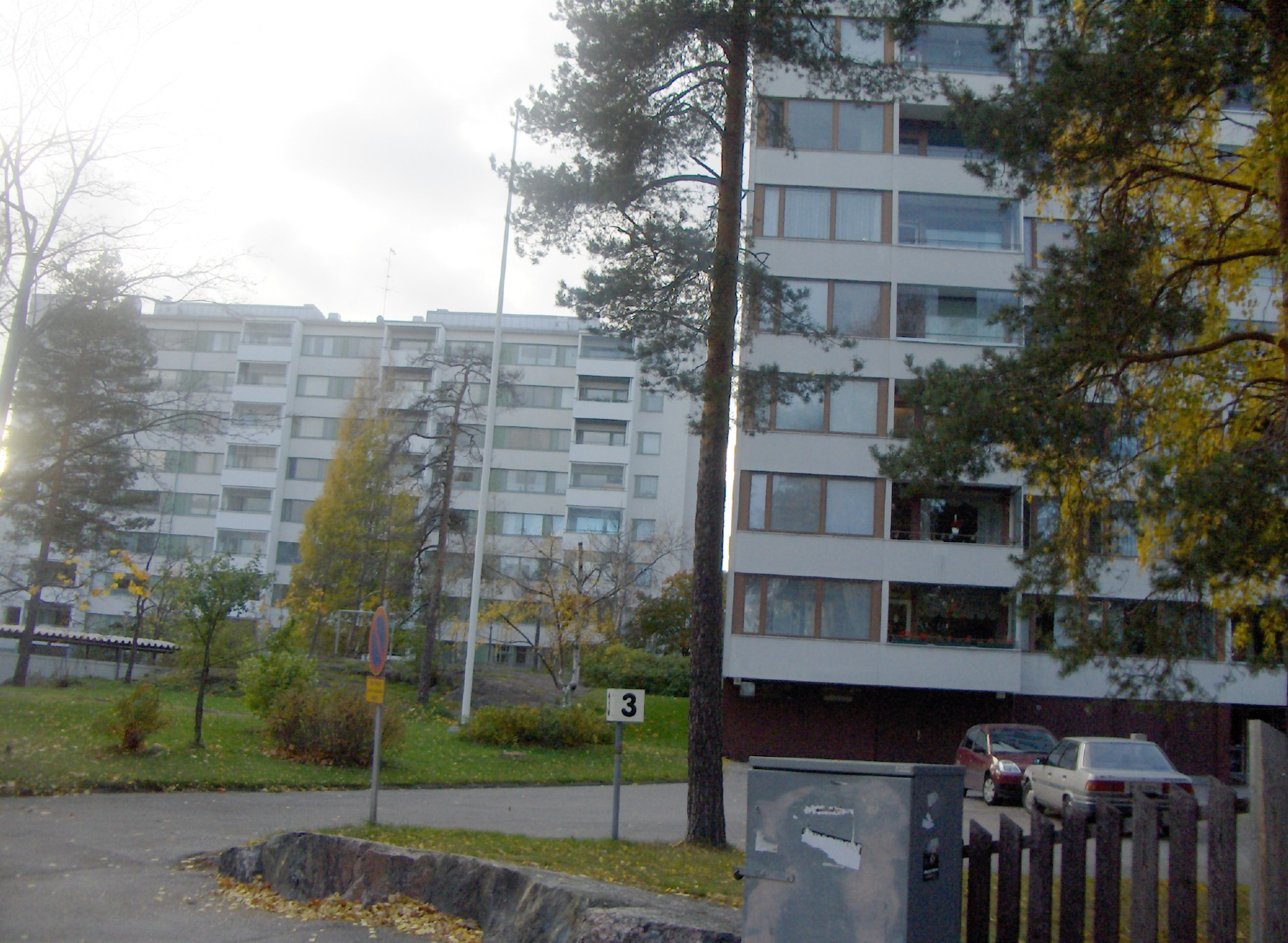
Höghus i Kvarnbäcken
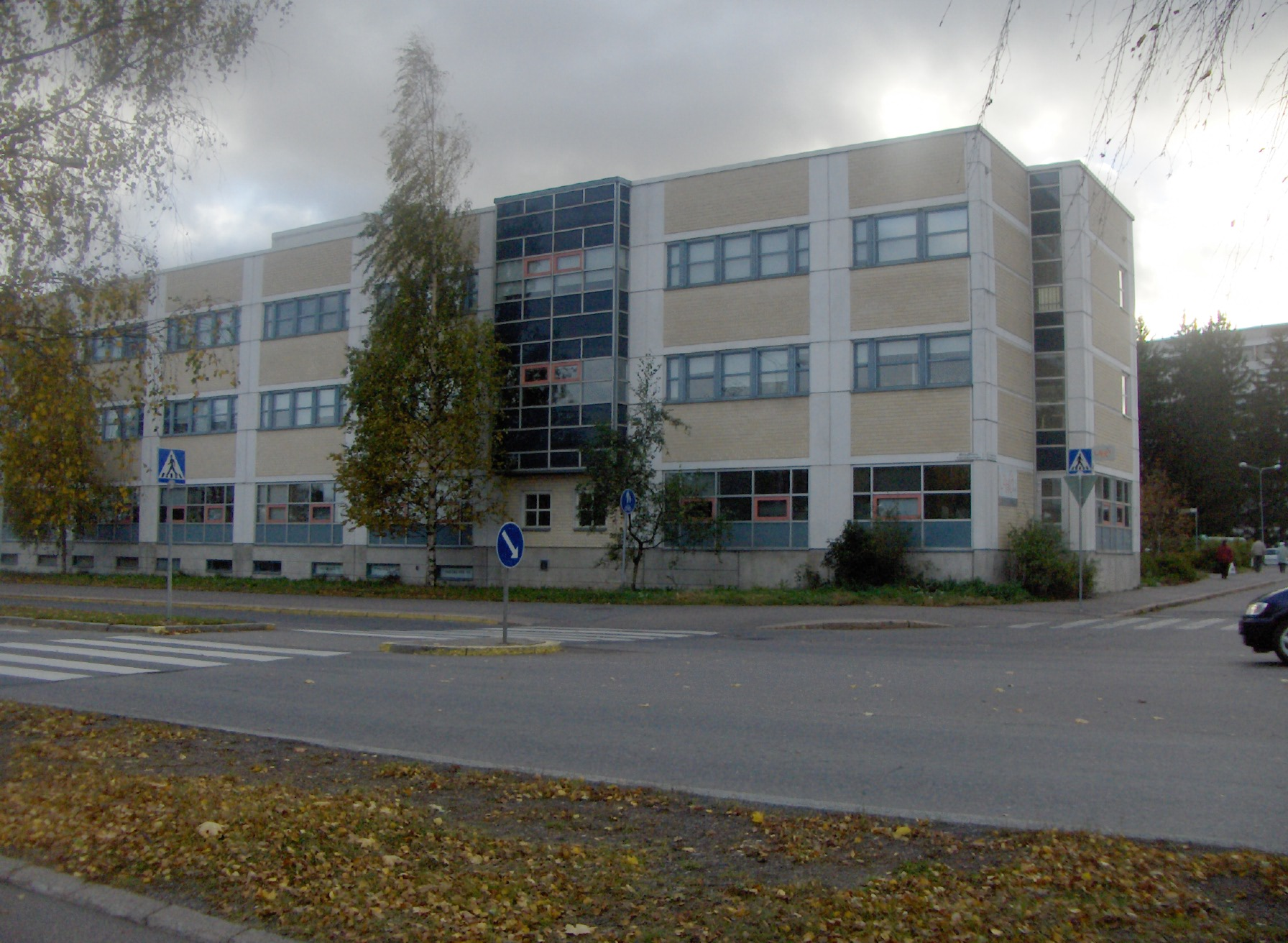
Kvarnbäcken i november 2005
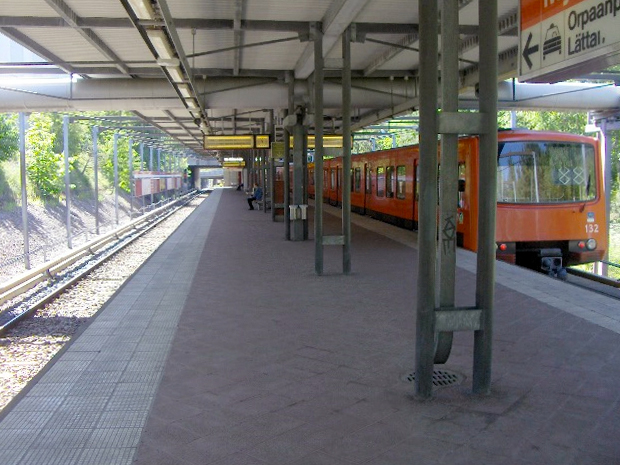
Kvarnbäckens metrostation